# Mauricio Baldivieso
Mauricio Baldivieso Ferrufino (Cochabamba, 22 juli 1996) is een Boliviaanse voetballer. Hij debuteerde op 19 juli 2009 op 12-jarige leeftijd voor Club Aurora in de Liga de Fútbol Profesional Boliviano in de wedstrijd tegen La Paz FC. Hij is hiermee de jongste voetballer ooit die debuteert op het hoogste niveau. Hij neemt het record over van de Peruviaan Fernando García, die op 14-jarige leeftijd debuteerde.
Baldivieso is de zoon van Julio César Baldivieso, oud-international van het Boliviaans voetbalelftal die onder andere op het Wereldkampioenschap voetbal 1994 in de Verenigde Staten speelde. Baldivieso senior is tevens de coach van Club Aurora. Hij zat echter tijdens het debuut van zijn zoon op de tribune vanwege een schorsing.
Baldivieso senior werd enkele dagen na het debuut van zijn zoon ontslagen, omdat hij tegen de orders van het bestuur inging om zijn zoon niet op te stellen. Baldivieso junior vertrok vervolgens ook bij de club uit Cochabamba., hoewel hij in 2012 opnieuw zijn opwachting zou maken voor de club.
In 2012 werd Baldivieso uitgeleend aan Club Bamin Real Potosí, waar zijn vader coach is. Ook hier mocht hij opdraven in het eerste team. In de zomer van dat jaar keerde hij terug naar Club Aurora.